# Firmanctwo
Firmanctwo (od firmant – osoba firmująca, dająca swoje nazwisko jako firmę) – działanie jednej osoby pod szyldem i firmą innej osoby (pod cudzą firmą) – celem zatajenia osoby faktycznie prowadzącej działalność. Koniecznym elementem tej formy działalności jest zgoda osoby, do której należy firma.